# 艾氏坭蛇
艾氏坭蛇（学名：Trachischium apteii），一种发现于印度东北部阿鲁纳恰尔邦（争议地区，即中国藏南地区）地区爬行动物，隶属于水游蛇科坭蛇属。

## 形态特征
艾氏坭蛇身体背面呈深棕色至黑色，具有不明显的纵线，腹面淡黄色。